# Home office

Logotipo da Microsoft Office e seus serviços. Ferramentas como Word, Excel e Powerpoint são umas das principais ferramentas no Home Office, podendo ser usadas em qualquer lugar.

Home office, também chamado de trabalho remoto, trabalho à distância ou teletrabalho, é uma tendência laboral na qual o empregado trabalha em casa ou em qualquer outro local, desde que disponha de recursos digitais básicos, como internet e um aparelho eletrônico, como um smartphone ou um laptop. Basicamente, trata-se de permitir que o colaborador trabalhe de qualquer lugar. Desde o inicio da pandemia provocada pela COVID-19, se tornou uma tendência mundial para tentar diminuir os impactos financeiros causados pelo período de isolamento. O home office trata-se de permitir que uma pessoa tenha a possibilidade de trabalhar de qualquer lugar, desde que tenha a disposição de algumas ferramentas para seu trabalho, como computador com conexão à Internet. É possível trabalhar home office a partir de três tipos de arranjo: 
- sendo funcionário de uma empresa[2] (modalidade chamada de teletrabalho);
- sendo freelancer (trabalhando por projetos avulsos);
- ou como empresário de uma empresa home based (que tem sua sede em uma residência).

## Histórico
Trabalhar em casa não é uma ideia nova. Já nos burgos da Idade Média, a loja ou oficina ficava no térreo e a casa no andar de cima (ou nos fundos). E esta fórmula funcionou muito bem até o século XIX, quando a Revolução Industrial levou os trabalhadores para as fábricas.
Foi nos Estados Unidos no ano de 1857 que o processo de home office começou a dar seus primeiros passos por conta das tarefas que eram desenvolvidas com o apoio do telégrafo, um sistema utilizado para transmissão e recepção de mensagens. Para atender as funções de um operador, o próprio(a) não tinha necessidade de estar presente no local para executar as demandas. O mais importante era construir uma infraestrutura para compartilhar as mensagens. O termo teletrabalho começou a ganhar força na década de 1970 por conta da crise do petróleo, que atingiu profundamente a economia mundial da época. Os custos para deslocamento prejudicavam as finanças da empresa, e elas passaram a adotar o trabalho em casa para seus colaboradores como uma solução mais econômica que a época exigia.
Nos anos 2000, no modernismo funcional, a dinâmica foi simplificada. O trabalhador saía de sua residência para trabalhar na área comercial. Com o trânsito que havia naquela época, isso ainda era possível. Com as cidades apinhadas, o contexto mudou. Em levantamento feito pelo IBOPE (em 2008), 63% dos paulistanos gastavam  até três horas em deslocamentos para o trabalho, a escola ou para a universidade.[carece de fontes?]
Em 1980, Alvin Toffler já profetizava em seu best-seller “A Terceira Onda” que a tecnologia permitiria que as pessoas voltassem a trabalhar de casa. Com o fim da era industrial e o início da era da informação, da valorização dos serviços, da criatividade e da produtividade (que alguns chamam de “quarta onda”), trabalhar em casa passou a ser uma tendência. O home office já era realidade para 58 milhões de pessoas no mundo todo em 2011[carece de fontes?], segundo dados do IDC (International Data Corporation/projeção para 2011). No Brasil, estatísticas garantem que 4,5 milhões de pessoas trabalhavam dentro de um modelo de Home Office (Jornal Nacional/2009), um número que aumenta 10% ao ano. E segundo previsões para 2015, cerca de 30% das pessoas em todo o mundo vão trabalhar pelo menos uma vez por semana de casa ou de outro local fora da empresa (Época Negócios/49).

## Home office e a pandemia da Covid-19
Desde que a Organização Mundial da Saúde (OMS) declarou a COVID-19 como uma pandemia, o mercado de trabalho mundial foi forçado a passar por uma revolução de todos seus sistemas e condutas impostas, o home office foi uma das grandes estratégias adotadas para o mercado sustentar a crise provocada pela pandemia. As empresas começaram a observar o home office como algo normal e necessário para sua sobrevivência, somente as posições que não conseguiram se situar nessa nova lógica de emprego remoto ficaram de fora dessa revolução.
Houve grandes dificuldades na implantação do home office, como por exemplo o uso de novas ferramentas para comunicação, que muitas vezes eram desconhecidas pelos usuários; assim como a utilização de novas ferramentas para que os funcionários tenham acesso aos ambientes virtuais de suas empresas. Além disso, poucas empresas ofereceram suporte material aos funcionário para implementação do Home Office.
Porém, o teletrabalho também possui pontos positivos. De acordo com uma pesquisa realizada pelo instituto Ipsos, 49% dos empregados e 55% dos desempregados preferiam trabalhar de casa. Os motivos para essa estatística são diversos: horário mais flexível, passar mais tempo perto da família, renda extra, evitar o transito diário até o local de trabalho, etc.
Em outra pesquisa realizada pela OWL Labs, os resultados mostram que, mesmo que se trabalhe mais, 71% dos entrevistados confirmaram estar mais felizes no novo modelo de trabalho. Além disso, uma pesquisa realizada pela Pulses mostrou que 78% dos brasileiros se sentem mais produtivos trabalhando remotamente.
O surto do coronavírus tornou-se uma grande perturbação para faculdades e universidades em todo o país, com a maioria das instituições cancelando aulas presenciais e passando para instruções somente on-line. Com o uso de ferramentas de teleconferência de alta tecnologia, especialmente na atual conjuntura, onde muitas escolas fecharam temporariamente por conta da Pandemia da COVID-19. Em diferentes ambientes educacionais, ainda há uma notável falta de pesquisa para demonstrar o uso atual da videoconferência no ensino superior de países em desenvolvimento e desenvolvidos.

## Home office no pós-pandemia
De acordo com um estudo realizado pela Fundação Getúlio Vargas (FGV), 30% das empresas pretendem adotar o home office mesmo após a pandemia do coronavírus, além disso este mesmo estudo mostrou que 54% dos profissionais tinham em mente solicitar aos chefes para que continuassem trabalhando remotamente.
Segundo a visão do coordenador do MBA de marketing e inteligência de negócios digitais da FGV, André Miceli, o home office pode ter um crescimento de até 30% a o partir do fim da pandemia e na prática envolverá 80% das empresas do Brasil. Nas palavras dele: “Entre as mudanças que a pandemia acelerou no mercado, o home office é mais notável porque ele foi onipresente. Esse experimento forçado acabou com as barreiras culturais que as empresas tinham. Acredito que o que deve acabar prevalecendo é o modelo híbrido. Minha aposta é que o home office fique entre dois e três dias por semana”.
Miceli também afirma que esse modelo de trabalho não deve funcionar integralmente para a maioria dos setores, principalmente pelos seres humanos precisarem de interação e por ser desafiador para as empresas estimularem um senso de pertencimento para os seus funcionários à distância.
Uma outra pesquisa realizada pela Fundação Instituto de Administração (FIA) mostrou que 94% das empresas brasileiras aprovaram os resultados gerados pelo home office, mas que mesmo assim, 70% delas pretendem encerrar ou reduzir a pratica para 25% dos funcionário após a pandemia. Esta decisão se mostra contrária a percepção dos trabalhadores, uma vez que uma pesquisa pararela realizada também pela FIA, mostra que 70% dos profissionais gostariam de permanecer traballhando remotamente, em período integral ou parcial.

## Home office no Brasil
O Brasil dispõe de uma frota de 77 milhões de veículos trafegando pelas cidades, (em 2000 eram 29,5 milhões), uma estrutura aeroportuária defasada, estradas em condições precárias de tráfego, pessoas morando cada vez mais longe do trabalho e alguns dos metros quadrados comerciais mais caros do mundo. É o terceiro país do mundo onde mais cresce o home office.
O modelo de trabalho remoto, hoje já é uma solução adotada por 31,2% das empresas brasileiras. Dados do Censo 2010 mostram que cerca de 20 milhões de brasileiros trabalham e moram no mesmo endereço. A proporção é de quase um quarto da mão de obra ocupada do país. A pesquisa revela ainda que 1,5 milhão de paulistanos trabalham em casa (o equivalente a 27% dos que têm ocupação). Porém, estas estatísticas incluem todos os trabalhadores que executam suas atividades no local de moradia: artesãos, porteiros, manicures, cabeleireiros, mecânicos, etc. Dentre os 20 milhões, o número preciso de tele trabalhadores ainda não foi mensurado.
Para acompanhar tamanho crescimento, a CLT brasileira teve que se adaptar. A Lei 12.551, assinada em 2011, passou a garantir direitos iguais para trabalhadores remotos e locados nas empresas. Isso mostra que o home office no Brasil deixou de ser tendência e passou a ser realidade

## Vantagens
Flexibilidade, ausência de engarrafamentos e ônibus lotados, mais tempo para lazer, praticar esportes, curtir os amigos e a família, participar da educação dos filhos, ter uma alimentação mais saudável, entre outras vantagens fazem do escritório em casa uma ótima opção para os novos tempos.
1. Trabalhador não precisa se deslocar até a empresa, o que significa economia para o funcionário e, às vezes, até para o empregador
2. Tempo antes desperdiçado em deslocamento pode ser convertido em proximidade com a família, qualificação ou em exercícios físicos
3. Economia em roupas
4. Empresa pode diminuir o espaço antes mantido para comportar o quadro de funcionários
5. Com menos pessoas e carros circulando, diminui a poluição[15]

## Desvantagens
1. Para quem a disciplina não é um forte, será preciso começar a praticar a organização e o foco total nas atividades.
2. Tendência de isolamento social.
3. Dificuldades tecnológicas, como conexão de internet mais lenta.
4. Menos cuidado com a postura, o que pode acarretar problemas de saúde[15]

## Economia pública
A instituição do home office para servidores públicos durante a pandemia de coronavírus gerou economia de aproximadamente R$ 3 bilhões para o governo federal em 2020. Houve redução nos gastos com água, energia elétrica, copa e cozinha, passagens aéreas e diárias, telefonia e vigilância.
De acordo com informações da Folha de S.Paulo, a estimativa de economia é de Bruno Funchal, secretário do Tesouro Nacional. Pesquisas feitas pelo governo ao longo de 2020 indicam que 50% dos servidores aderiram ao trabalho remoto, sem considerar as instituições federais de ensino.[carece de fontes?]
A estimativa leva em conta os resultados do primeiro semestre do ano passado, que registrou redução de R$ 1,37 bilhão dos custos de funcionamento do Executivo. No período, a redução com gastos com diárias e passagens foi de 42% em comparação ao primeiro semestre de 2019. Economia ainda de 41% em serviços de copa e cozinha, 17% em telefonia e 11% em água, esgoto, energia, elétrica e gás.
Os cálculos não consideram o Ministério da Saúde, que ampliou seus gastos devido à pandemia. No primeiro semestre, a pasta ampliou em 76% as despesas com materiais de consumo, 41% com apoio administrativo em 28% os serviços terceirizados.